# أغبلاغ (مهر أنرود)
أغبلاغ (بالفارسية: آغبلاغ) هي قرية تقع في إيران في قسم مهرانرود الجنوبي الريفي. يقدر عدد سكانها بـ 393 نسمة .